# Agni Air

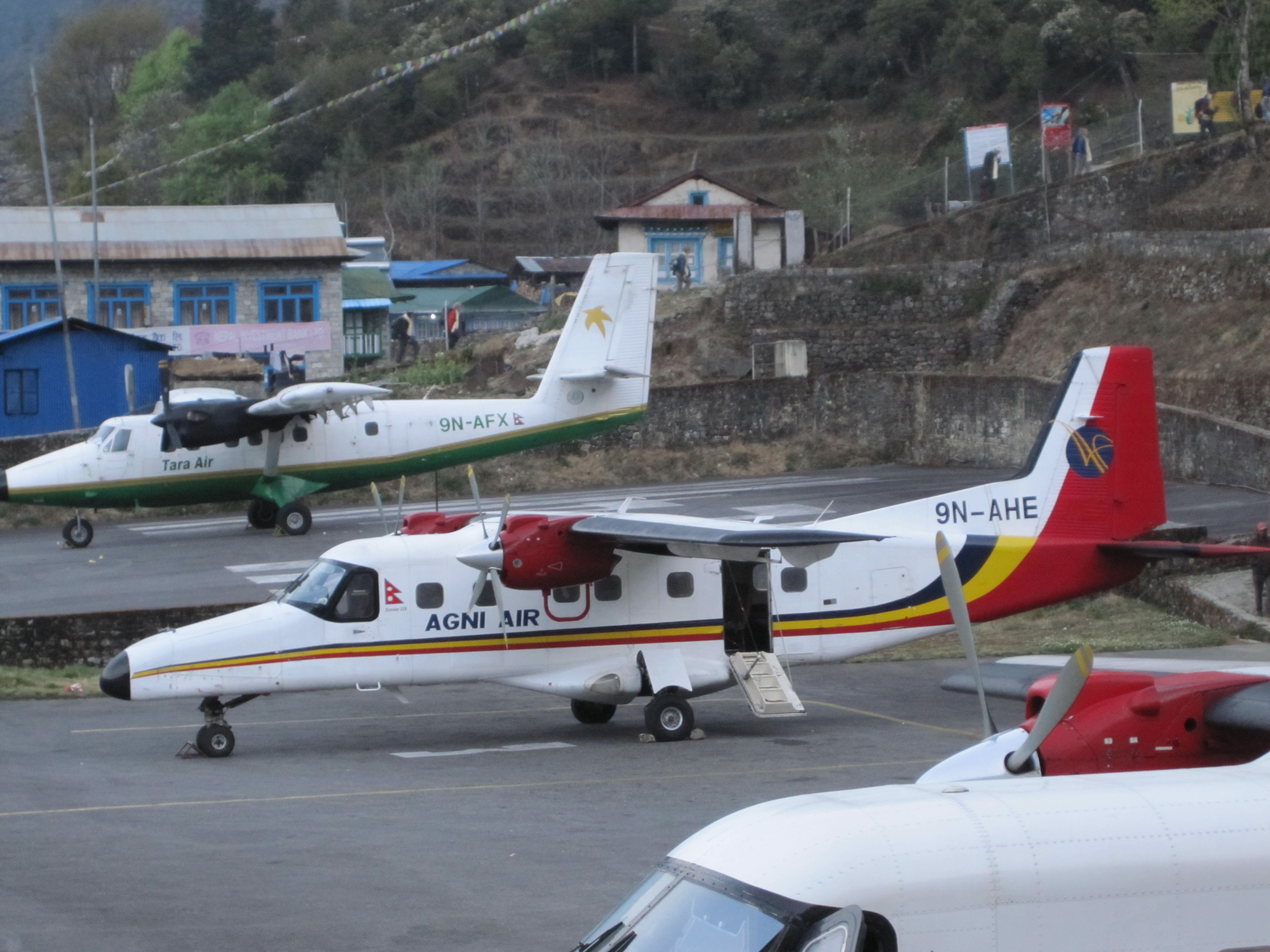
Un 9N-AHE de la compagnie à l'Aéroport de Lukla

Agni Air était une compagnie aérienne basée à Katmandou, qui assurait des services intérieurs au Népal. Elle a commencé ses activités en mars 2006 et a cessé ses activités en novembre 2012.

## Histoire
Agni Air, nommée d'après le mot sanskrit, a commencé ses opérations le 16 mars 2006 en reliant Katmandou à Lukla et Tumlingtar à l'aide d'un seul Dornier 228 et a commencé à voler vers Biratnagar le jour suivant. L'Autorité de l'aviation civile du Népal a accordé à Agni Air un certificat d'opérateur aérien, lui permettant d'effectuer des vols réguliers, ainsi que des vols en montagne.
L'identité visuelle de la compagnie aérienne, avec le slogan "fly the friendly sky", a été développée par Christian Kracht et Eckhart Nickel à la suite d'un appel d'offres en 2005. Ils affirment n'avoir jamais reçu la redevance de 500 euros.
En 2013, à la suite de deux accidents et de difficultés financières, la compagnie aérienne a été reprise par Namaste Air, un transporteur népalais en phase de démarrage, qui n'a jamais démarré ses activités. À la fermeture d'Agni Air, les avions restants ont été loués à Simrik Airlines.

## Accidents et incidents
- Le 24 août 2010, le vol 101 d'Agni Air, un Dornier 228, s'est écrasé après que l'équipage ait décidé de revenir et de se dérouter vers l'aéroport de Simara (VNSI/SIF) en raison de mauvaises conditions météorologiques à Katmandou. Les informations indiquent que l'avion a subi une panne de générateur et que le contact avec l'ATC a été perdu vers 7h30 LT. 14 personnes, dont 6 étrangers, ont été tuées.
- Le 14 mai 2012, un Dornier 228 d'Agni Air en route pour l'aéroport de Jomsom (VNJS/JMO) s'est écrasé à 125 miles de son emplacement initial à Katmandou, tuant 15 des 21 personnes à bord.